# الحزب الشيوعي الأنغولي
الحزب الشيوعي الأنغولي ( بالبرتغالية : Partido Comunista Angolano) كان حزب سياسي سري في أنغولا البرتغالية (خلال نظام إستادو نوفو)، تأسس في أكتوبر 1955، تحت تأثير الحزب الشيوعي البرتغالي. قاد الإخوة ماريو بينتو دي أندرادي وجواكيم بينتو دي أندرادي (كاهن كاثوليكي). أنشأ الحزب مدارس ومكتبات سرية في لواندا، وأنشأت فروعًا في مدينتي Catete و Malanje .
في ديسمبر 1956 اندمج الحزب في الحركة الشعبية لتحرير أنغولا.